# Senlis (Oise)
Senlis é uma comuna francesa na região administrativa de Altos da França, no departamento de Oise. Estende-se por uma área de 24,05 km². Em 2010 a comuna tinha 15 524 habitantes (densidade: 646,8 hab./km²).